# Emil Ahlberg
Emil Ahlberg, född 1 oktober 1865 i Sollebrunn, Västergötland, död 26 juni 1903 i Minneapolis, Minnesota, var en svensk-amerikansk målare.
Han var från 1890 gift med May Johnson. Ahlberg blev antagen som elev vid Slöjdföreningens skola i Göteborg 1879 där han under fyra år studerade konst för Reinhold Callmander. Han reste till Amerika 1886 med avsikten att under ett  studera konst i New York. Eftersom han redan under studietiden nådde en viss framgång beslöt han sig för att bosätta sig i Minneapolis 1887 där han etablerade sig som en driven porträttmålare. Efter att han studerat landskapsmåleri vid William M. Chases målarskola i Shinnecock sommaren 1888 utökade han sitt motivval med landskapsskildringar.